# Ченей
Ченей (рум. Cenei) — село у повіті Тіміш в Румунії. Входить до складу комуни Ченей.
Село розташоване на відстані 431 км на захід від Бухареста, 25 км на захід від Тімішоари.

## Населення
За даними перепису населення 2002 року у селі проживали 2013 осіб.
Національний склад населення села:
| Національність | Кількість осіб | Відсоток |
| -------------- | -------------- | -------- |
| румуни         | 1096           | 54,4%    |
| серби          | 530            | 26,3%    |
| угорці         | 288            | 14,3%    |
| німці          | 56             | 2,8%     |
| цигани         | 20             | 1,0%     |
| хорвати        | 17             | 0,8%     |

Рідною мовою назвали:
| Мова       | Кількість осіб | Відсоток |
| ---------- | -------------- | -------- |
| румунська  | 1159           | 57,6%    |
| сербська   | 517            | 25,7%    |
| угорська   | 267            | 13,3%    |
| німецька   | 46             | 2,3%     |
| циганська  | 13             | 0,6%     |
| хорватська | 7              | 0,3%     |